# Селище (Ровненская область)
Селище (укр. Селище) — село в Вировской сельской общине Сарненского района Ровненской области Украины.
Население по переписи 2001 года составляло 1500 человек. Почтовый индекс — 34552. Телефонный код — 3655. Код КОАТУУ — 5625486801.